# Mnemosyne
Mnemosyne (tiếng Hy Lạp: Μνημοσύνη, /mnɛːmosýːnɛː/) là nữ thần của ký ức trong thần thoại Hy Lạp, là con của Gaia và Uranus, có chín người con với Zeus sau 9 đêm liên tiếp được gọi là Muse.
Theo tập thi ca Theogony của Hesiod thì các vị vua và thi sĩ có được sức mạnh trong lời nói của mình là vì họ có quan hệ với các Muse để sử dụng được sức mạnh của Mnemosyne.
Sức mạnh của Mnemosyne đối trọng với Hades dưới âm ty qua hai con suối "Lethe" và "Mnemosyne". Ai uống nước từ suối Lethe sẽ không thể nhớ được mình là ai trước khi chết.